# Авансон (Горњи Алпи)
Авансон (фр. Avançon) насеље је и општина у југоисточној Француској у региону Прованса-Алпи-Азурна обала, у департману Горњи Алпи која припада префектури Гап.
По подацима из 2011. године у општини је живело 410 становника, а густина насељености је износила 18,17 становника/km². Општина се простире на површини од 22,57 km². Налази се на средњој надморској висини од 900 метара (максималној 1.629 m, а минималној 718 m).

## Демографија
| 1962. | 1968. | 1975. | 1982. | 1990. | 1999. | 2011. |
| ----- | ----- | ----- | ----- | ----- | ----- | ----- |
| 249   | 252   | 219   | 261   | 279   | 330   | 410   |

График промене броја становника у току последњих година